# Dermot Sheriff
Dermot Sheriff, né le 10 août 1920, à Dublin, en Irlande et décédé le 10 mai 1993, à Athlone, en Irlande, est un ancien joueur irlandais de basket-ball. Il est le frère de Paddy Sheriff.